# Grand Prix de Wallonie 2018
La 59e édition du Grand Prix de Wallonie a lieu le 12 septembre 2018. Elle fait partie du calendrier UCI Europe Tour 2018 en catégorie 1.1.

## Présentation

### Organisation
Depuis 2003, le Grand Prix de Wallonie est organisé par TRW'Organisation, organisateur du Tour de la Région wallonne (devenu depuis le Tour de Wallonie). Ce changement de propriétaire est l'occasion d'une modification du parcours de la course et de sa date : elle a lieu en septembre depuis 2003, et non plus en mai,.

### Parcours
Le départ de cette édition est donné à Blegny, et non à Chaudfontaine comme c'était le cas depuis 2003. L'arrivée a lieu au sommet de la citadelle de Namur.

### Équipes
Classé en catégorie 1.1 de l'UCI Europe Tour, le Grand Prix de Wallonie est par conséquent ouvert aux UCI WorldTeams dans la limite de 50 % des équipes participantes, aux équipes continentales professionnelles, aux équipes continentales et aux équipes nationales.
Dix-neuf équipes participent à ce Grand Prix de Wallonie : quatre équipes UCI ProTeams, onze équipes continentales professionnelles et quatre équipes continentales.
| WorldTeams (4)- Lotto Soudal - AG2R La Mondiale - Trek-Segafredo - Groupama-FDJ Équipes continentales professionnelles (11)- Direct Énergie - Fortuneo-Samsic - Hagens Berman Axeon - Vérandas Willems-Crelan - Israel Cycling Academy - Vital Concept - Roompot-Nederlandse Loterij - Wanty-Groupe Gobert - Cofidis, Solutions Crédits - Sport Vlaanderen-Baloise - WB-Aqua Protect-Veranclassic Équipes continentales (4)- AGO-Aqua Service - T.Palm-Pôle Continental Wallon - Tarteletto-Isorex - Roubaix Lille Métropole |
| |

## Classements

### Classement final
| \| Classement général \| Classement général \| Classement général \| Classement général \| Classement général \| \| Coureur \| Coureur \| Pays \| Équipe \| Temps \| \| ------------------ \| ------------------ \| ------------------ \| -------------------------- \| ------------------ \| \| 1er \| Jasper Stuyven \| Belgique \| Trek-Segafredo \| 5 h 14 min 28 s \| \| 2e \| Dimitri Claeys \| Belgique \| Cofidis, Solutions Crédits \| + 0 s \| \| 3e \| Warren Barguil \| France \| Fortuneo-Samsic \| + 0 s \| \| 4e \| Jelle Vanendert \| Belgique \| Lotto-Soudal \| + 0 s \| \| 5e \| Guillaume Martin \| France \| Wanty-Groupe Gobert \| + 0 s \| |                  |          |                            |                 |
| |                  |          |                            |                 |
| Source : ProCyclingStats |                  |          |                            |                 |
| Classement général |                  |          |                            |                 |
| Coureur | Coureur          | Pays     | Équipe                     | Temps           |
| 1er | Jasper Stuyven   | Belgique | Trek-Segafredo             | 5 h 14 min 28 s |
| 2e | Dimitri Claeys   | Belgique | Cofidis, Solutions Crédits | + 0 s           |
| 3e | Warren Barguil   | France   | Fortuneo-Samsic            | + 0 s           |
| 4e | Jelle Vanendert  | Belgique | Lotto-Soudal               | + 0 s           |
| 5e | Guillaume Martin | France   | Wanty-Groupe Gobert        | + 0 s           |

## Liste des participants
Liste des participants sur le site officiel.